# Nicolas Ernault des Bruslys
Pour les articles homonymes, voir Ernault.
 (mai 2019).
Si vous disposez d'ouvrages ou d'articles de référence ou si vous connaissez des sites web de qualité traitant du thème abordé ici, merci de compléter l'article en donnant les références utiles à sa vérifiabilité et en les liant à la section « Notes et références ».
Nicolas Jean Ernault de Rignac des Bruslys, né le 7 août 1757 à Brive-la-Gaillarde et décédé le 25 septembre 1809 à Saint-Denis de l'île Bonaparte (La Réunion), est un général français de la Révolution et de l’Empire.

## Biographie

### Ancien Régime
Nicolas des Bruslys entre comme élève à l’école des Mineurs de Verdun le 28 septembre 1774. À la suppression de cette école, le 25 septembre 1775, il passe comme surnuméraire dans les gardes du corps du roi (compagnie de Noailles), et est nommé le 4 juillet 1780 lieutenant en second au 3e régiment d’artillerie. Embarqué à Brest en 1781, pour une expédition en Inde, qui échoue deux fois, il rejoint son régiment en Bretagne. Lieutenant en premier, le 1er septembre 1783, et capitaine dans les troupes coloniales le 7 mai 1786, il accompagne l’envoyé extraordinaire du gouvernement français près le sophi de Perse.
Rentré en France en 1787, il reprend rang dans le 1er régiment d’artillerie, le 27 janvier 1788, et il est nommé lieutenant en premier le 11 avril 1791, aide-de-camp du premier inspecteur général de l’artillerie. Il reçoit son brevet de capitaine en second au 2e régiment d’artillerie le 8 août 1791, et il passe adjoint à l’état-major général de l’armée du Centre le 8 février 1792. Il obtient du général Dumouriez le 1er septembre de cette dernière année, le grade d’adjudant-général lieutenant-colonel.

### Révolution française
Le 14 septembre 1792, à l’affaire de La Croix-aux-Bois, il rallie plusieurs fois et conduit à l’ennemi les bataillons qui ont été rompus pendant l’action. Dans la même journée, il sauve par une retraite habilement préparée, quatre bataillons qui allaient être enveloppés par l’ennemi, et le lendemain les équipages de l’armée attaqués par trois escadrons ennemis.
Adjudant-général-colonel le 8 octobre suivant, il assiste au siège de Namur en qualité d’adjudant-général de tranchée, conduit la colonne à l’attaque du fort Vilatte, et monte l’un des premiers à l’assaut de ce fort qui est emporté de vive force. Il reçoit une blessure au bras droit par un éclat d’obus le 26 novembre 1792. Chef d’état-major général de l’armée des Ardennes le 26 janvier 1793, et chargé de diriger les travaux de siège pendant le blocus de Maastricht, un boulet de canon vient l’atteindre à la cuisse droite le 27 février suivant.
Général de brigade provisoire le 7 août 1793, il remplit en même temps les fonctions de chef d’état-major des trois armées du Nord, de Belgique et des Ardennes. Le 13 mai il a été confirmé dans son grade par le conseil exécutif, lorsqu’une nouvelle décision du 10 août le suspend de son emploi. Arrêté, conduit à Paris et incarcéré dans la prison de l'Abbaye, il ne recouvre sa liberté que le 9 thermidor an II. L’émigration de deux de ses frères en 1791, a été le motif de cette détention.
Mis de nouveau en état d’arrestation le 22 du même mois, comme ancien chef d’état-major du général Custine, accusé d’avoir livré la frontière par la levée du Camp-de-César le 7 août 1793, il est élargi le 19 frimaire an III, et il reçoit enfin l’ordre de se rendre à l’armée de l'Ouest.
Rappelé presque aussitôt à Paris, il défend, le 1er prairial, la Convention nationale contre le peuple insurgé, et est blessé à côté du représentant Ferrand, l’une des victimes de cette journée. Renvoyé le 26 germinal, à l’armée du Nord, le gouvernement l’emploie le 25 pluviôse an V, dans les 1re et 16e divisions militaires, et lui confie le commandement des côtes. Le 28 messidor an VI, il va rejoindre l’armée d'Angleterre qu’il quitte le 21 nivôse an VII, pour reprendre le commandement en chef provisoire des 1re et 16e divisions militaires jusqu’à l’arrivée du général Louis Antoine Pille.
Passé à l’armée du Rhin le 26 frimaire an VIII, il se fait remarquer aux journées de Fribourg et de Biberach, suit Moreau devant Ulm, maintient et défend la communication par le col du Saint-Gothard entre les armées du Rhin et d’Italie. Au mois de vendémiaire an X, il prend le commandement intérimaire de la division Souham.
Mis à cette époque à la disposition du ministre de la marine, il reçoit de ce ministre le 25 nivôse l’ordre de se rendre à Rochefort pour s’y embarquer sur la frégate la Thêmis, et passer à l’Île-de-France sous le commandement du général Magallon.

### Premier Empire
Celui-ci ayant été rappelé en France, un arrêté du capitaine général Decaen nomme Desbruslys lieutenant du capitaine général et commandant de l’Île de La Réunion. Il y reçoit le 4 germinal an XII (25 mars 1804), la décoration de la Légion d'honneur, et le 13  juillet  1808, le brevet de général de division.
Son administration commence par un témoignage de sa fidélité à Napoléon Ier en baptisant l'Île de la Réunion, l'Île Bonaparte le 16 août 1806 et se termine par une suite d'évènements dramatiques. L'île subit entre décembre 1806 et mars 1807, un mois de précipitations, une tempête le 27 février  qui détruit plusieurs navires, habitats et tue plusieurs esclaves et un cyclone. La famine s'installe dans l'île ainsi que de nombreux décès.
Une dépêche du général Decaen du 9 octobre  1809, annonce au gouvernement que le général Desbruslys vient de se suicider. Sa fin prématurée est causée par le fait que le 21 septembre   les Anglais envahissent le bourg Saint-Paul, dépendant de l’île de la Réunion. Désespéré, Desbruslys, ne pouvant disposer que de 50 hommes de troupes de ligne et de 800 gardes nationaux, se retire devant l’ennemi dans la direction de Saint-Denis, laissant au capitaine Saint-Mihiel, commandant militaire de Saint-Paul, l’ordre de parlementer avec les Anglais.
L'avant veille, la convention portant suspension d’armes rédigée de sa main à Saint-Paul semblait acceptée par l'ennemi . Le 24 septembre, le général Desbrulys assemble un conseil de défense composé de tous les officiers supérieurs présents à Saint-Denis. Pendant cette réunion orageuse, il paraît bien disposé envers les propositions du commodore Josias Rowley. C'est alors que le chef de bataillon du génie Justin Soleille (1773-1835) - sous-directeur des fortifications de l'Île Bourbon depuis 1804 - le menace du redoutable décret de la Convention du 14 pluviôse an II (2 février 1794), lequel a pour objet "d'intimider les lâches". Craignant les reproches de son chef, Decaen et préférant le suicide à l'exécution infamante sur l'échafaud, le général de brigade des Bruslys tente sans succès de se percer de son sabre puis s'accroche une gargousse de poudre autour du cou mais elle fait long feu, le brûlant atrocement au visage; fou de douleur, il se tranche la carotide au matin du 25 septembre 1809 dans ses appartements de l'Hôtel du Gouvernement; on trouve près de lui un billet ainsi conçu : Je ne veux pas être traître à mon pays. Je ne veux pas sacrifier des habitants à la défense inutile de cette isle ouverte; d'après les effets que j'entrevois de la haine ou de l'ambition de quelques individus tenant à une secte révolutionnaire, la mort m'attend sur l'échafaud... je préfère me la donner. Je recommande à la providence et aux âmes sensibles mon épouse et mon enfant.
Madame Desbruslys obtient une pension de 1 000 francs en 1811.